# Judeo-bolchevismo

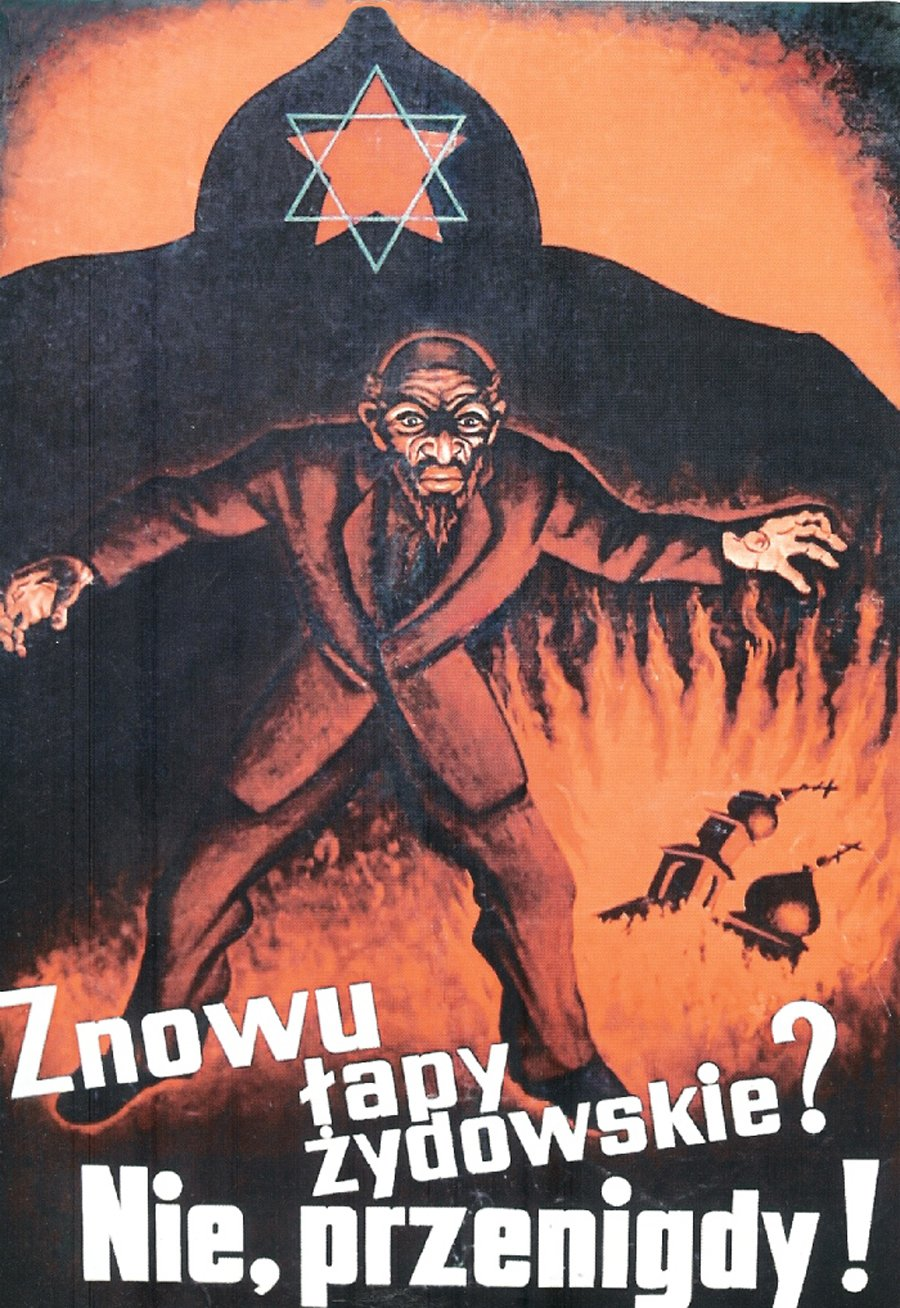
Propaganda polaca sobre el tema del judeo-bolchevismo (Żydokomuna) en 1919.

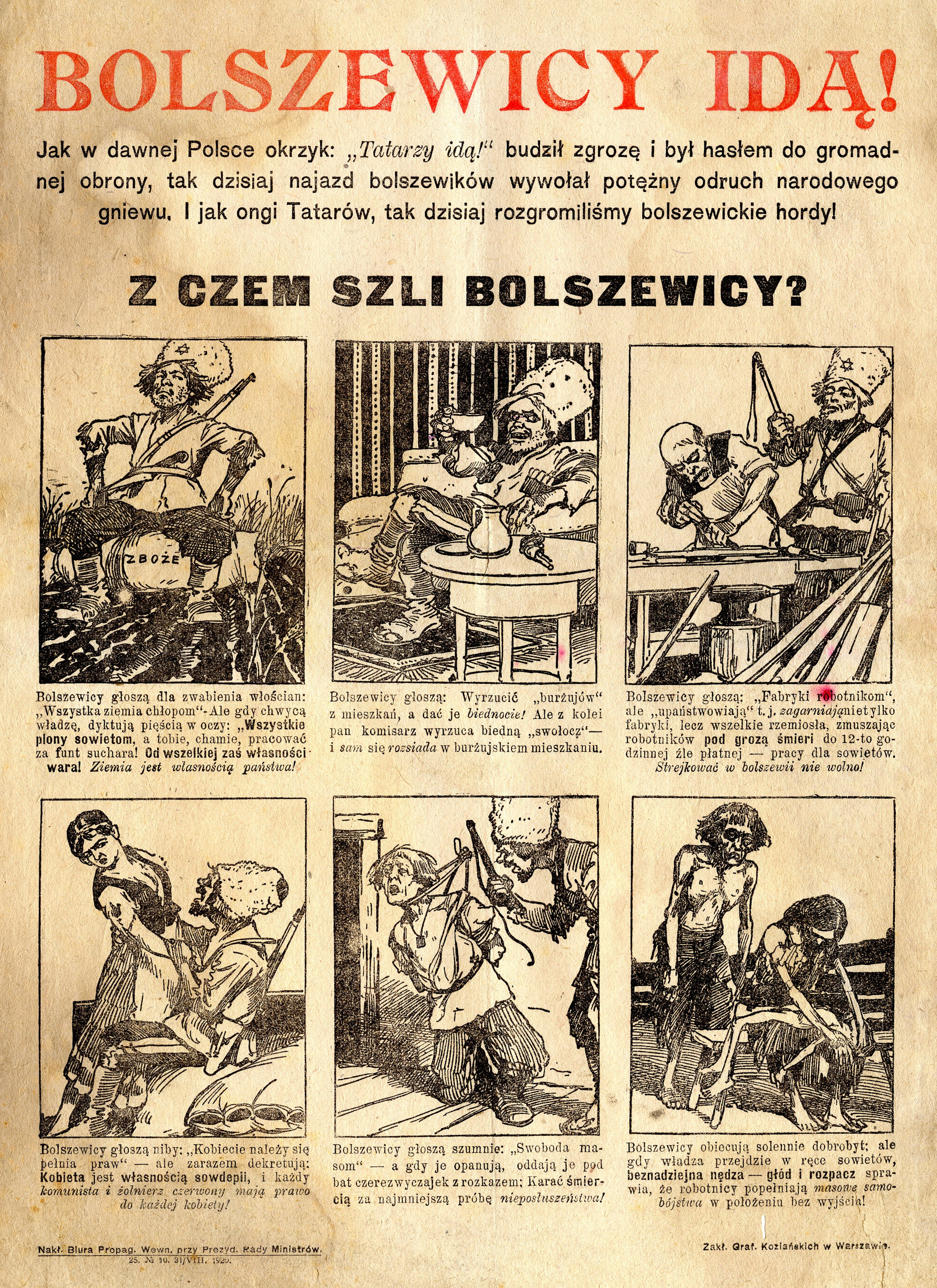
Periódico polaco de propaganda anti-judeo-bolchevique (Żydokomuna), 1920.

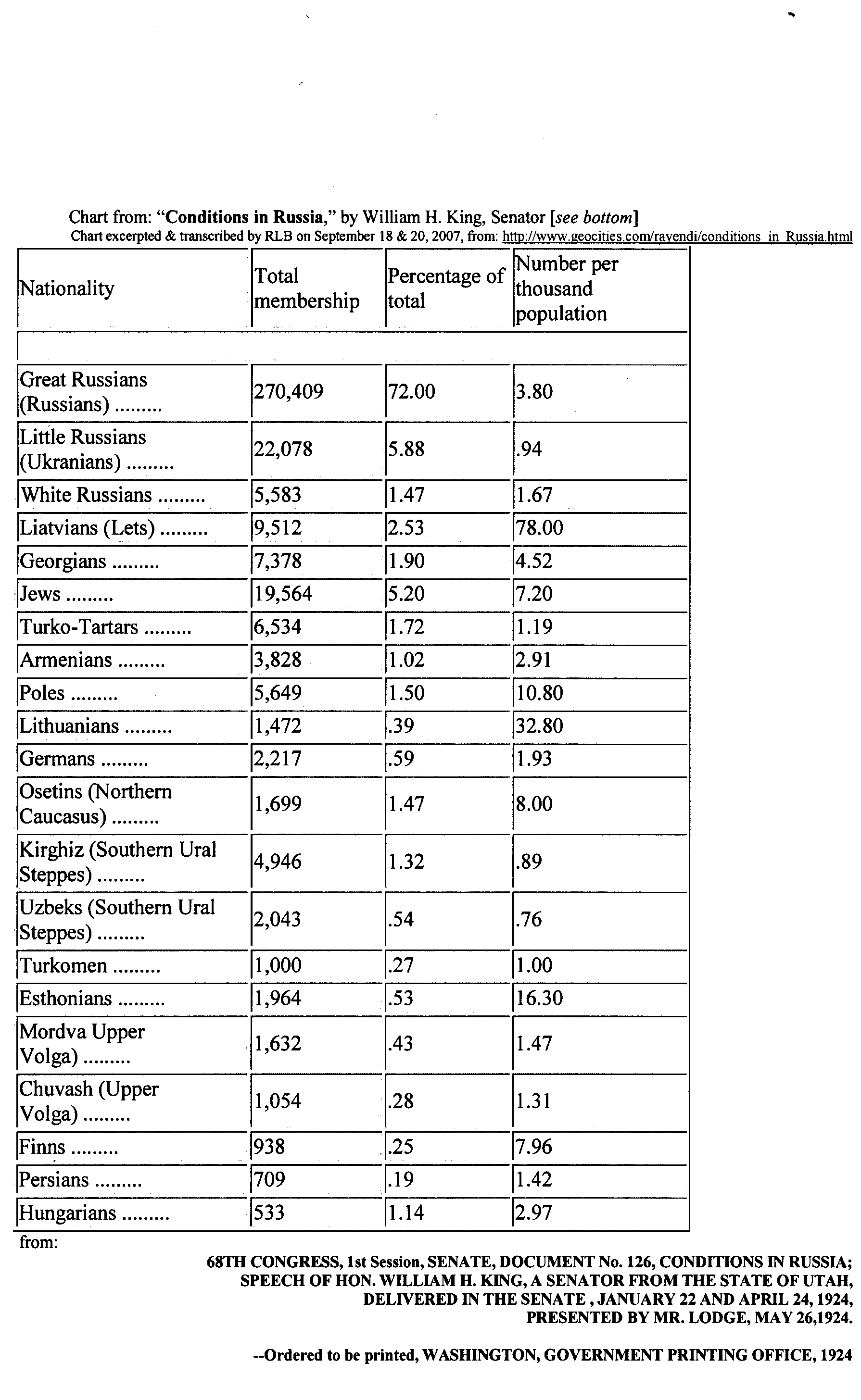
Documento del senador de los Estados Unidos William H. King del Overman Committee de 1924: Conditions in Russia, los bolcheviques clasificados por origen

El término judeo-bolchevismo se refiere a la teoría de conspiración y alegato antisemita que sostiene que los judíos fueron los creadores de la Revolución Rusa de 1917, y que tenían el poder primario entre los bolcheviques que lideraron dicha revolución. Del mismo modo, la teoría de la conspiración del comunismo judío alega que los judíos han dominado los movimientos comunistas en el mundo, y está relacionada con la teoría conspirativa del Gobierno de Ocupación Sionista (ZOG), que alega que los judíos controlan la política mundial.
En 1917, después de la Revolución Rusa, el alegato antisemita fue el título del panfleto, El bolchevismo judío, que apareció en la propaganda racista de las fuerzas anticomunistas del movimiento blanco durante la Guerra Civil rusa (1918–22). Durante la década de 1930, el Partido Nazi en Alemania y el German American Bund en los Estados Unidos propagaron la teoría antisemita a sus seguidores, simpatizantes y compañeros de ruta. En Polonia, el «judeobolchevismo», conocido como Żydokomuna, era un estereotipo antisemita que se extendió ampliamente durante el período de entreguerras (1918-1939). En la extrema derecha, los alegatos antisemitas del «bolchevismo judío», el «comunismo judío» y la teoría de la conspiración «ZOG» son palabras clave que afirman que el comunismo es una conspiración judía.

## Origen
La asociación entre los judíos y la revolución rusa surgió en la atmósfera de destrucción de Rusia durante la Primera Guerra Mundial. Cuando las revoluciones de 1917 paralizaron el esfuerzo de guerra de Rusia, las teorías de conspiración se desarrollaron lejos de Berlín y Petrogrado. Muchos británicos, por ejemplo, atribuyeron la Revolución Rusa a «una aparente conjunción de bolcheviques, alemanes y judíos».
La difusión mundial del concepto en la década de 1920 está asociada con la publicación y circulación de Los protocolos de los sabios de Sion, un documento falso que pretendía describir una conspiración judía secreta dirigida a la dominación mundial. La expresión hizo un problema con el origen judío de algunos bolcheviques líderes (como León Trotski) durante y después de la Revolución de Octubre. Daniel Pipes dijo que «principalmente a través de los Protocolos de los Ancianos de Sión, el movimiento blanco propago estos cargos a una audiencia internacional». El historiador James Webb escribió que es raro encontrar una fuente antisemita después de 1917 que «no se endeude con el análisis antisemita de la revolución por parte del movimiento blanco».